# 2837 Griboedov
2837 Griboedov è un asteroide della fascia principale. Scoperto nel 1971, presenta un'orbita caratterizzata da un semiasse maggiore pari a 2,9031315 UA e da un'eccentricità di 0,0621870, inclinata di 2,88695° rispetto all'eclittica.